# Đường tròn Euler

Đường tròn chín điểm.

Trong hình học, đường tròn chín điểm (tiếng Anh: nine-point circle) là một đường tròn có thể được dựng với mọi tam giác cho trước. Đường tròn này đi qua chín điểm - đúng như cái tên của nó - chín điểm đặc biệt trong tam giác, bao gồm: 
- Trung điểm mỗi cạnh tam giác
- Chân đường cao kẻ từ mỗi đỉnh.
- Trung điểm của đoạn thẳng nối từ đỉnh tới trực tâm (nơi mà ba đường cao đồng quy).[1][2]

Đường tròn chín điểm cũng được biết tới với những cái tên như đường tròn của Feuerbach (dựa trên nhà toán học Karl Wilhelm Feuerbach, đường tròn của Euler (dựa trên nhà toán học Leonhard Euler), đường tròn của Terquem (dựa trên nhà toán học Olry Terquem), đường tròn sáu điểm, đường tròn mười hai điểm, đường tròn n-điểm hay đường tròn trung bình. Tâm của nó được gọi là tâm chín điểm của tam giác.

## Chín điểm quan trọng
Hình bên phải cho ta thấy chín điểm quan trọng của đường tròn Euler. Các điểm D, E và F là trung điểm của ba cạnh của tam giác. Điểm G, H và I là chân của ba đường cao của tam giác. Các điểm J, K và L là trung điểm của ba đoạn thẳng nối ba đỉnh (các điểm A, B và C) và trực tâm (điểm S) của tam giác.
Đối với tam giác nhọn, sáu trên chín điểm (trung điểm của các cạnh và chân của đường cao) nằm trên chính tam giác đó. Đối với tam giác tù, hai đường cao có chân nằm ngoài tam giác nhưng hai chân đó vẫn nằm trên đường tròn Euler.

## Phát hiện
Mặc dù được ghi công bằng cách gọi tên đường tròn, Karl Wilhelm Feuerbach bản thân không chứng minh được hoàn toàn đường tròn chín điểm mà chỉ có sáu điểm, nhận ra trung điểm của ba cạnh tam giác và chân đường cao (Xem Hình vẽ 1., với sáu điểm D, E, F, G, H, I.) cùng nằm trên một đường tròn.(Sớm hơn một chút, Charles Brianchon và Jean-Victor Poncelet cũng đã chứng minh được điều tương tự.) Nhưng không lâu sau khi Feuerbach làm được điều này, nhà toán học Olry Terquem đã tự mình chứng minh được đường tròn chín điểm như ngày nay, khi là người đầu tiên nhận ra trung điểm của đoạn thẳng nối đỉnh với trực tâm cũng nằm trên đường tròn này (Xem Hình vẽ 1., với ba điểm J, K, L.). Nhờ đó, Terquem cũng trở thành người đầu tiên sử dụng tên gọi đường tròn chín điểm như ngày nay.

## Đường tròn tiếp xúc

Đường tròn chín điểm tiếp xúc với đường tròn nội tiếp và đường tròn bàng tiếp.

Năm 1822, Karl Feuerbach đã chứng minh rằng đường tròn chín điểm của tam giác tiếp xúc với ba đường tròn bàng tiếp, đồng thời với đường tròn nội tiếp của tam giác đó. Kết quả này được gọi tên là định lý Feuerbach, mà ở đó ông phát biểu rằng: 
Đường tròn đi qua các chân đường cao của một tam giác tiếp xúc với cả bốn đường tròn lần lượt tiếp xúc với các cạnh của tam giác. 
Điểm mà đường tròn chín điểm tiếp xúc với đường tròn nội tiếp được gọi là điểm Feuerbach. 

## Tính chất

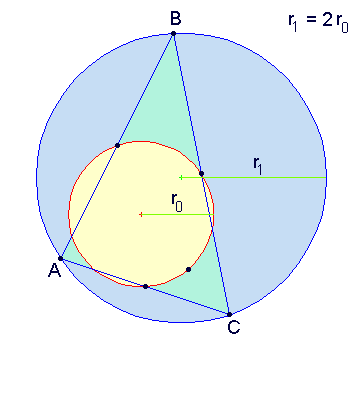
Một số tính chất

- Gọi R là bán kính đường tròn ngoại tiếp của tam giác thì đường tròn Euler có bán kính là R/2 và tâm của nó là trung điểm đoạn nối trực tâm và tâm đường tròn ngoại tiếp của tam giác đó.
- Nếu có một hệ thống trực giao của 4 điểm đã cho thì các tam giác có đỉnh là 3 trong 4 điểm đó đều có chung đường tròn Euler.
- Các tâm đường tròn nội tiếp và các đường tròn bàng tiếp lập thành một hệ thống trực giao có đường tròn Euler chính là đường tròn ngoại tiếp tam giác gốc.
- Với có bốn điểm phân biệt bất kỳ A,B,C,D thì các đường tròn Euler của các tam giác ABC, BCD, CDA, DAB đồng quy tại một điểm.

## Định lý liên quan

Định lý Feuerbach

- Định lý Feuerbach về đường tròn chín điểm và các đường tròn nội tiếp bàng tiếp: Đường tròn Euler của một tam giác tiếp xúc với đường tròn nội tiếp và ba đường tròn bàng tiếp của tam giác đó.
- Định lý Feuerbach về đường hyperbol chữ nhật trong tam giác: Tâm của tất cả mọi đường hyperbol chữ nhật đều nằm trên đường tròn Euler.[5]

Định lý Bliss

- Định lý Bliss: Cho ba đường thẳng song song đi qua ba trung điểm của ba cạnh của tam giác khi đó đối xứng của ba cạnh tam giác đó qua ba đường thẳng này một cách lần lượt sẽ đồng quy tại đường tròn chín điểm của tam giác đó.[6]
- Định lý Thebault: Cho tam giác ABC với các đường cao AA', BB', CC'. Các đường thẳng Euler của các tam giác AB'C', A'BC', A'B'C sẽ đồng quy trên đường tròn Euler của tam giác ABC tại một điểm P thoả mãn moả một trong các khoảng cách PA', PB', PC' bằng tổng 2 khoảng cách còn lại.

## Hệ thức
Thêm